# Kırklar

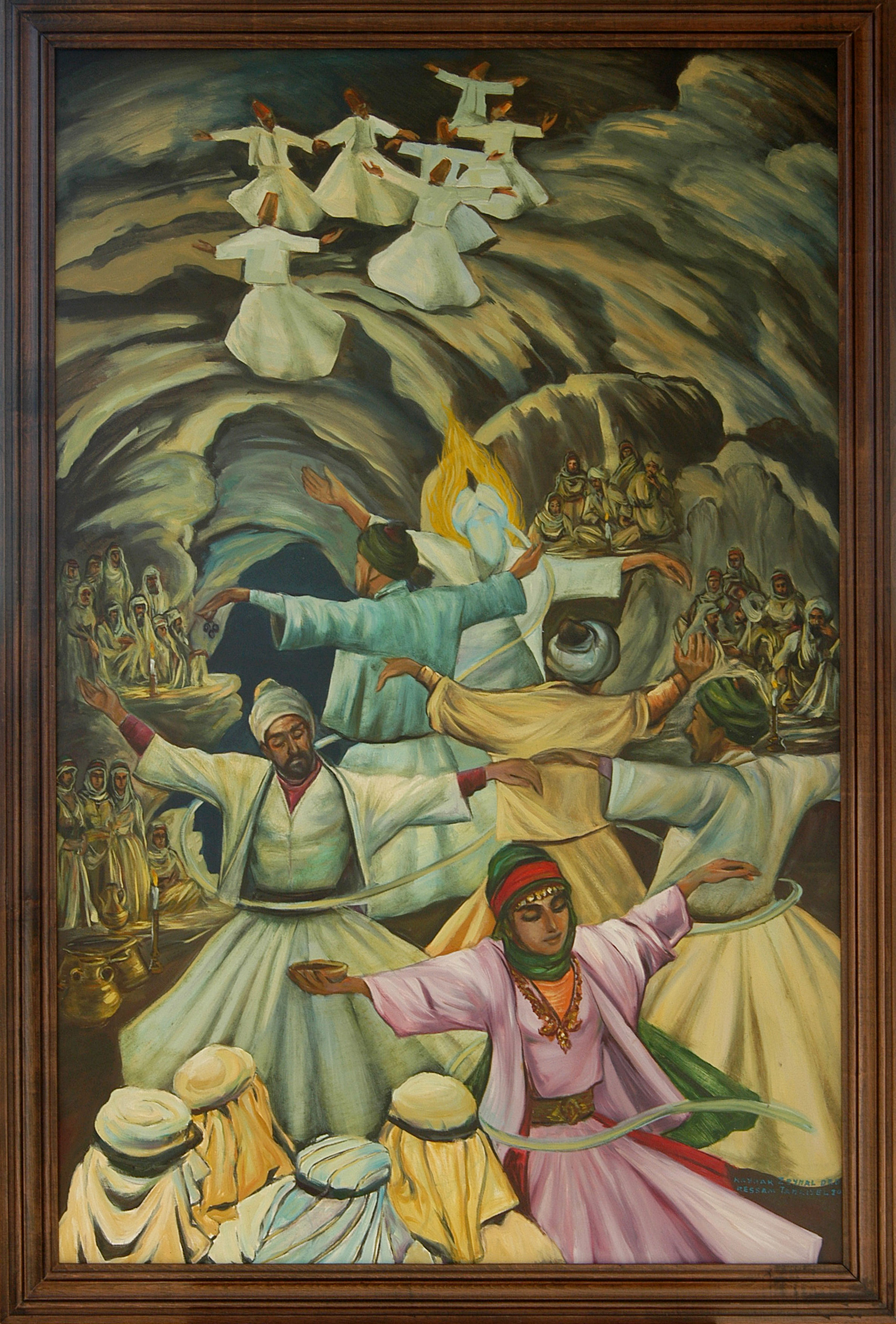
Tableau illustrant la cérémonie du Samā' à laquelle participe le prophète Mahomet, au centre et entouré par les quarante, au retour de son ascension au paradis (Miraj).

Kırklar est un mot turc signifiant « les quarante ».
Les kirklars sont les saints cachés de l'alévisme. Dans la croyance Alevi, Mahomet au cours de son voyage céleste (Miraj) guidé par l'ange Gabriel (arabe: جبريل [jibril]) arrive au lieu sacré des kirklars avec lesquels après une conversation mystique il a dansé le Samâ'.